# Marciano Art Foundation
Marciano Art Foundation, formellt Maurice and Paul Marciano Art Foundation, är en amerikansk stiftelse med ett museum för samtida konst i Mid-Wilshire i Los Angeles i USA.
Marciano Art Foundation grundades av bröderna Maurice Marciano och Paul Marciano. Konstmuseet öppnade i maj 2017. Det har en samling på 1.500 konstverk. Museet ställer ut ett växlande urval från sin egen samling och har tillfälliga utställningar.

## Historik
Marciano Art Foundation köpte 2013 det tidigare Scottish Rite Masonic Temple vid Wilshire Boulevard från 1961, som ritats av målaren och formgivaren Millard Sheets (1907–1989). Byggnaden har byggts om till utställningslokaler efter ritningar av Kulapat Yantrasast. Den har drygt 10 000 kvadratmeter lokaler i fyra våningsplan, ungefär lika mycket som konstmuseerna Museum of Contemporary Art, Los Angeles och The Broad. Till anläggningen hör en mindre skulpturpark på 465 kvadratmeter vid ingången med verk av bland andra Oscar Tuazon, Danh Vō och Thomas Houseago.

## Konstsamling
Den absoluta merparten av Marciano Art Foundations konstsamling har anskaffats sedan 2010. I samlingen ingår verk av bland andra Yael Bartana, Wade Guyton, Glenn Ligon, Alex Israel, Albert Oehlen, Mai-Thu Perret, Seth Price, Sterling Ruby, Paul Sietsema, Rudolf Stingel, Kaari Upson, Adrián Villar Rojas och Christopher Wool.